# Kembé
Kembé è una subprefettura della Prefettura di Basse-Kotto, nella Repubblica Centrafricana. 